# 坂下仙一郎
坂下 仙一郎（さかした せんいちろう、1876年（明治9年）11月20日 - 1947年（昭和22年）2月9日）は、日本の教育者、実業家、政治家。衆議院議員、雄踏町長。

## 経歴
静岡県敷知郡宇布見村浅羽（現浜松市中央区雄踏町宇布見）で、鍛冶屋・坂下仙蔵の長男として生まれる。1896年、静岡県師範学校講習所を卒業。雄踏尋常小学校、入野尋常小学校で訓導として教鞭をとった。その後政界に入り、雄踏町会議員、静岡県会議員を務めた。1932年2月から1944年5月まで雄踏町長に在任。
1936年2月、第19回衆議院議員総選挙において立憲民政党所属で静岡県第三区から出馬して当選し、その後第21回総選挙まで連続三回の当選を果たした。この間、翼賛政治会政調鉄道委員、同農林委員を務めた。
実業界では浜松自動車社長、丸保養魚社長、篠原合同自動車社長、浜名湖食品監査役、遠州鉄道副社長、浜松自動車組合長、静岡県自動車業組合副会長、日本乗合自動車協会理事、静岡県水産会議員、同県茶業組合連合会議員、浜名郡農会長、同郡畜産組合長などを務めた。